# 美蓓亞PM-9衝鋒槍
美蓓亞PM-9，在日本自衛隊當中被命名為“9毫米機關手槍”（直译：9mm机关拳铳）或“M9”，是一款日本製的衝鋒槍（衝鋒手槍）。其設計類似於以色列的迷你烏茲衝鋒槍，兩者均採用了包絡式槍機，但在外觀和操作方式上卻略有不同。
PM-9為日本自衛隊的現役制式衝鋒槍，主要裝備於非前線人員作個人防衛武器。陸上自衛隊特殊作戰群亦被指裝備有該槍。航空自衛隊則採用PM-9作守衛基地的武器。
儘管PM-9的名字普遍地被非日本的槍械社群所使用，目前沒有被官方使用過的記錄。日本人一般會以其全名或簡稱來稱呼它。

## 歷史
PM-9是由美蓓亞三美公司所生產，其設計很明顯是參考自迷你烏茲衝鋒槍。該槍於1999年開始列裝於自衛隊的非前線人員，例如：司機和炮兵，以及一些特種部隊單位和軍官，以取代過時的M3衝鋒槍。
PM-9成為自衛隊的制式衝鋒槍已超過二十年，在2009年自衛隊開始尋找其替代品，以望在不久未來淘汰它。其中一種可能的替代品是HK MP5衝鋒槍。現時在海上自衛隊和航空自衛隊擔任衛兵的駐軍人員已經以其他高性能衝鋒槍取代了PM-9，而陸自亦將會汰換該槍。

## 設計特徵
PM-9跟迷你烏茲一樣均採用反衝作用及開放式槍栓工作原理運作，不過兩者在外觀上有著一些差異。PM-9在槍管下方配備有一個前握把，以協助射手在全自動射擊時控制後座力。槍管上設有一體化消焰器以減少射擊時產生的槍口焰。它還可以配備一個摺疊式槍托、可拆式抑制器和反射式瞄準鏡，不過這些改裝並不太可能在並非進行作戰任務的維和部隊中配置。PM-9發射9×19毫米帕拉貝倫子彈，標凖彈匣容量為25發。該槍的槍機拉柄位於上機匣頂部前方，其射擊選擇桿位於手槍握把上，有保險（ア）、單發（タ）及全自動（レ）三種模式可選。原來的PM-9配備木製前握把和手槍握把，而現時在自衛隊服役的則使用塑膠握把。

## 使用者

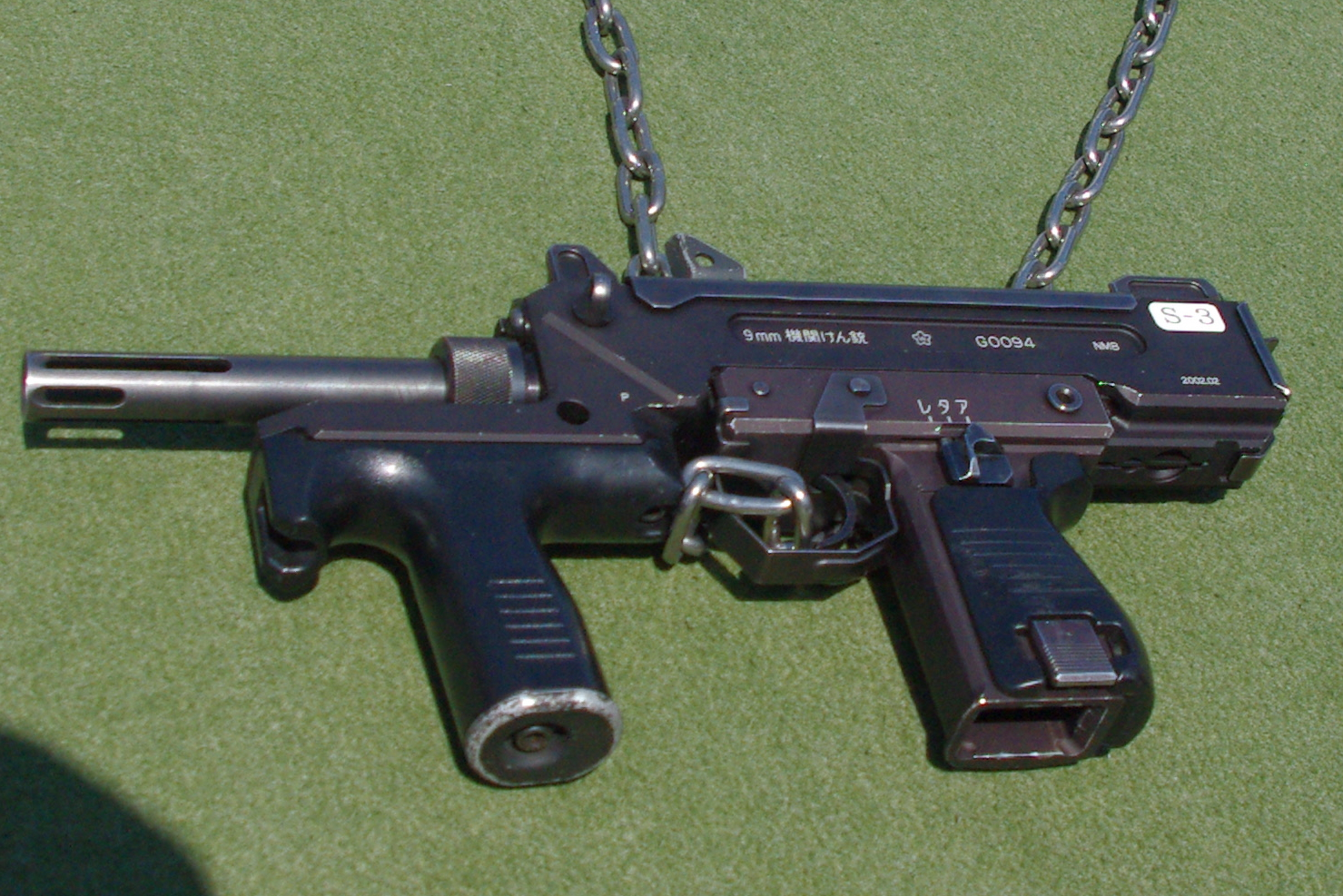
在自衛隊服役的美蓓亞PM-9

由於日本法令的限制，PM-9從未輸出到其他國家，僅有日本本國使用。
- 日本
  - 日本自衛隊：命名為「9毫米機關手槍」（9mm機関けん銃）。

## 登場作品

### 動畫
- 2008年—《圖書館戰爭》：由圖書隊的圖書館特殊部隊所使用。
- 2013年—《萌萌侵略者》：由日本自衛隊所使用。

### 電子遊戲
- 2011年—《3》：命名為“PM-9”，歸類為衝鋒槍，在所有模式皆有出現。戰役模式中由“同心圈”恐怖組織所使用。聯機模式中為解鎖武器。
- 2015年—：命名為「Bearing 9」，由日本特殊急袭部队幹員所使用。

## 外部連結
- 日本自衛隊官網
- Modern Firearms